# Herren vare tack och lov!
Herren vare tack och lov! är en numrerad psalmsång med en vers av okänd författare. Den består av blott två rader, är osignerad och lyder:
Herren vare tack och lov!

Halleluja! Halleluja! Halleluja!

## Publicerad som
- Nr 782 i Svenska Missionsförbundets sångbok 1920 under rubriken "Slutsånger".